# Powiat Poznański Open
Powiat Poznański Open – damski turniej tenisowy rozgrywany w Sobocie na kortach ceglanych klubu Centrum Tenisowe Sobota. Impreza zaliczana jest do cyklu ITF Women's Circuit. Dyrektorem turnieju jest Karol Przygodzki. Pula nagród wynosi 75 000 dolarów amerykańskich.

## Mecze finałowe

### gra pojedyncza
| Rok  | Mistrz          | Finalista          | Wynik         |
| 2015 | Petra Cetkovská | Jeļena Ostapenko   | 3:6, 7:5, 6:2 |
| 2014 | Kristína Kučová | Sesił Karatanczewa | 1:6, 7:5, 6:3 |

### gra podwójna
| Rok  | Mistrzowie                           | Finaliści                            | Wynik          |
| 2015 | Kiki Bertens Richèl Hogenkamp        | Cornelia Lister Jeļena Ostapenko     | 7:6(2), 6:4    |
| 2014 | Barbora Krejčíková Aleksandra Krunić | Anastasija Wasyljewa Maryna Zanewśka | 3:6, 6:0, 10-6 |